# Paragomphus sinaiticus
Paragomphus sinaiticus é uma espécie de libelinha da família Gomphidae.
Pode ser encontrada nos seguintes países: Egipto, Níger, Omã, Arábia Saudita, Sudão e Iémen.
Os seus habitats naturais são: rios e nascentes de água doce.
Está ameaçada por perda de habitat.